# 펨브리타 베타위
펨브리타 베타위(바타비아 기자라는 뜻)는 1884년부터 1916년까지 발행된 네덜란드 동인도 제도 바타비아(현 자카르타)의 일간지였다. 인도 언론인 J.키퍼와 W.뮬렌호프가 합작으로 설립한 이 신문은 1887년 알브레히트가 판권을 인수할 때까지 여러 차례 소유주가 바뀌었다. 주목할 만한 공헌자로는 리 킴 훅과 티르토아디 소에조가 있다.

## 역사
19세기 중반에 네덜란드 동인도 제도 (현의인도네시아)에서 말레이어 언론이 발전하기 시작했다. 초기 신문은 수명이 짧았지만 1880년대에는 언론이 더욱 탄력적으로 발전했다. 초기 말레이어 신문은 대부분 인도계 남성이(네덜란드계와 원주민 혈통이 혼혈된 유라시아인)이 운영했으며 주요 무역 도시에 위치하고 있다. 식민지 수도였던 바타비아(현 자카르타 )에 위치한 펨브리타 베타위도 예외는 아니었다.
펨브리타 베타위의 초판은 1884년 12월 24일에 출판됐다. 이 신문은 일요일과 공휴일을 제외하고 매일 발행되었으며, 인도 언론인 J. 키퍼가 편집장을 맡았고 아마도 이전에 키퍼와 함께 일했던 기자 W.뮬렌호프의 자금으로 발행됐다. 이 신문은 W.브루잉 사에서 인쇄했으며 베타비아 전역에 배포됐다. 키퍼는 이전에 빈탕 바랏과 빈탕 베타위를 포함한 여러 신문을 이끌었지만 그 중 어느 것도 오래 지속되지 않았다.  신문은 뉴스용 2면과 광고용 2면으로 총 4면으로 구성돼 있다.  신문 홍보를 돕기 위해 키퍼는 1년 구독을 원하는 모든 독자를 대상으로 추첨을 실시했다. 
1885년 6월 8일까지 신문은 뮬렌호프가 전적으로 소유했다. 키퍼는 그 무렵 펨브리타 베타위를 떠났다. 뮬렌호프는 신문의 인쇄기를 바타비아에 있는 알브레히트 회사로 바꿨다.이듬해 뮬렌호프는 페라나칸 중국 작가이자 교사인 리 킴 훅을 비즈니스 파트너로 영입했는데, 뮬렌호프는 이 시기에 중국인 파트너를 영입한 네덜란드와 인도의 여러 신문사 대표 중 한 명이었다. 1,000 굴덴으로 리는 회사 주식의 절반을 샀다. 인쇄권은 곧 리 킴 훅이라는 이름의 Lie's Bogor 기반 인쇄소에서 획득했으며, 이 리더십 하에 초판이 1886년 6월 1일에 출판됐다. 리와 뮬렌호프는 함께 신문에서 일하면서 행정 및 편집 업무를 분담했으며 그의 인쇄기는 바타비아로 이전됐다. 
1887년 6월 2일 펨브리타 베타위가 카르세붐 앤에 매각되었다는 발표가 나왔다. 뮬렌호프는 편집장으로 유임됐다. 리 킴 훅의 인쇄기는 인쇄하기 전에 몇 달 동안 유지되다가 펨브리타 베타아위의 주식과 인쇄권을 포함한 인쇄소가 알브레히트에게 매각됐다. 리는 그 후 신문에 관여하지 않았고 알브레히트는 1916년 신문이 폐쇄될 때까지 펨브리타 베타아위를 계속 인쇄했다.  원주민 소유의 신문은 1910년대 초에 더 보편화되어 펨브리타 베타아위의 부수가 감소했다. 

## 내용물

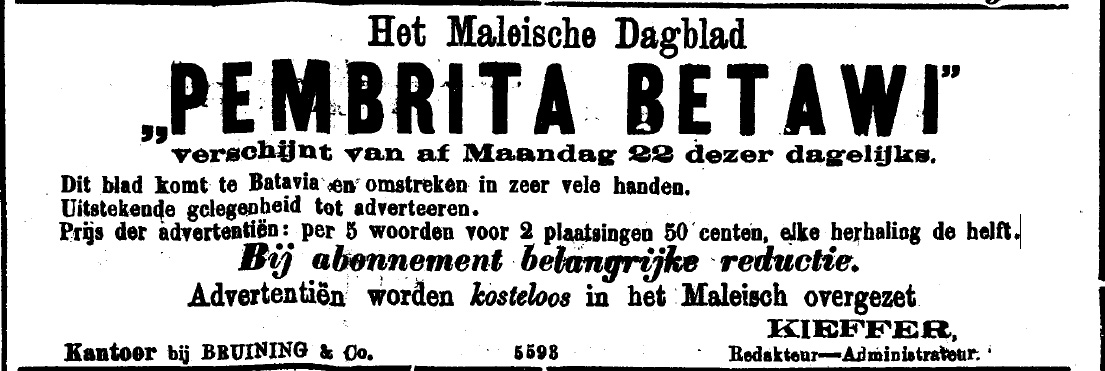
Pembrita Betawi 의 네덜란드어 광고, 1884

펨브리타 베타위는 뉴스, 엔터테인먼트에 대한 글, 논쟁 등 다양한 콘텐츠를 포함했다. 창간 초기에 이 신문은 인도네시아 중국인들의 관심 주제에 대한 특별 섹션과 함께 인도와 관련된 뉴스에 초점을 맞췄다. 1907년경 펨브리타 베타위는 무엇보다도 비유럽인을 위한 교육을 장려하는 네덜란드 윤리 정책을 통해 점점 더 문해력이 높아지는 토착 소수 민족과 관련된 뉴스를 게시하기 시작했다.  중국계 작가인 나 티안 피에트는 칼람 랑짓이라는 필명으로 싱가포르에 대해 광범위하게 글을 썼다.  1901년에서 1903년 사이, 당시 프랑스에서 진행 중이던 드레퓌스 사건을 언급하며 자바 출신의 젊은 저널리스트 티르토 아디 소에르조가 쓴 칼럼 '드레퓌시아나'에 게재된 사설에는 네덜란드 식민지 정부에 대한 신랄한 비판과 권력 남용에 대한 인식이 담겨 있다. 
방사완 극단을 포함한 무대 드라마는 펨브리타 베타위에서 광범위하게 다루어졌다. 신문사 직원들은 다양한 극단에 대해 긍정적으로 평가했고 캐스팅 콜을 게시했다. 한편 젊은 여성에게 어울리지 않는 지나친 성애에 대한 불만을 포함하여 극장에 대한 독자드르이 편지가 게재됐다. 